# Premio de la Crítica
Por Premio de la Crítica se conoce al conjunto de galardones literarios que concede cada año la Asociación Española de Críticos Literarios (AECL) a las mejores obras literarias, en las categorías de narrativa y poesía, publicadas en España durante el año anterior, en castellano desde 1956, y a partir de 1976 en las otras tres lenguas oficiales del estado: catalán, gallego y euskera.
Los premios, que no tienen dotación económica pero sí un singular prestigio entre escritores, editores y lectores, son concedidos durante el mes de abril de cada año, tras la deliberación de un jurado integrado por 22 miembros de la Asociación Española de Críticos Literarios. Su singularidad estriba en dos características que los diferencian de la mayoría del resto de los premios literarios: no existir, como se ha dicho, premio en metálico, y que el jurado siempre conoce la identidad del premiado. 
En su más de medio siglo de historia han sido galardonados narradores como Gonzalo Torrente Ballester, Corpus Barga, Cela, Miguel Delibes y Rafael Sánchez Ferlosio, y poetas como Vicente Aleixandre, Blas de Otero, Francisco Brines y José Hierro.
Las modalidades son:
- Premio de la Crítica de narrativa castellana, creado en 1956.
- Premio de la Crítica de poesía castellana, creado en 1956.
- Premio de la Crítica de narrativa catalana, creado en 1962, y por segunda vez en 1976, adquirieron carácter anual en 1978.
- Premio de la Crítica de poesía catalana, creado en 1962, y por segunda vez en 1976, adquirieron carácter anual en 1978.
- Premio de la Crítica de narrativa gallega, creado en 1976.
- Premio de la Crítica de poesía gallega, creado en 1976.
- Premio de la Crítica de narrativa en euskera, creado en 1976.
- Premio de la Crítica de poesía en euskera, creado en 1976.